# Dracula, l'amour plus fort que la mort
Pour les articles homonymes, voir Dracula (homonymie).
Ne doit pas être confondu avec Dracula, entre l'amour et la mort.
Dracula, l'amour plus fort que la mort est une comédie musicale de Kamel Ouali dont la première a eu lieu le 30 septembre 2011 au Palais des sports de Paris.

## Synopsis

### Acte 1
Transylvanie, 1462.
Le Comte Vlad Tepes, dit l’Empaleur (Golan Yosef), affronte les envahisseurs Ottoman… Piégée par l’ennemi, sa femme Elizabeth le croit mort et met fin à ses jours. Le suicide étant proscrit par l’Église, Elizabeth est damnée. Fou de douleur et de désespoir, le jeune comte renie la religion et devient un vampire sous le nom de Dracula.
Quelques siècles plus tard, le jeune clerc de notaire Jonathan Harker (Julien LOko) quitte Londres et sa promise, la belle Mina (Nathalie Fauquette) pour les Carpates où il doit régler des affaires de la plus haute importance avec un certain Dracula.
Arrivé au château de ce dernier, il fait la connaissance de trois êtres singuliers et excentriques : la femme-enfant Poison, l’émotion de Dracula (Lola Ces) ; l’envoûtante Satine, sa conscience (Ginie Line) ; le caustique Sorci, son âme (Gregory Deck). En effet, depuis la mort de son épouse, Dracula ne parle pas. Son unique moyen d’expression est la danse.
Jonathan est également soumis à la tentation par les succubes qui rôdent dans le château. Il est sauvé in-extremis par l'apparition de Dracula.
À Londres, Mina (Nathalie Fauquette) et son extravagante meilleure amie, Lucy (Anaïs Delva), profitent de l’insouciance des jours heureux : Lucy a en effet décidé de se marier, après beaucoup d’hésitation, au - riche - Dr Seward (Laurent Levy). Cette insouciance est rapidement mise en péril lorsque Mina reçoit une lettre. Cette missive lui apprend que l'état mental et psychologique de Jonathan se dégrade. Inquiète, la jeune femme décide de quitter la Grande-Bretagne afin de le secourir.

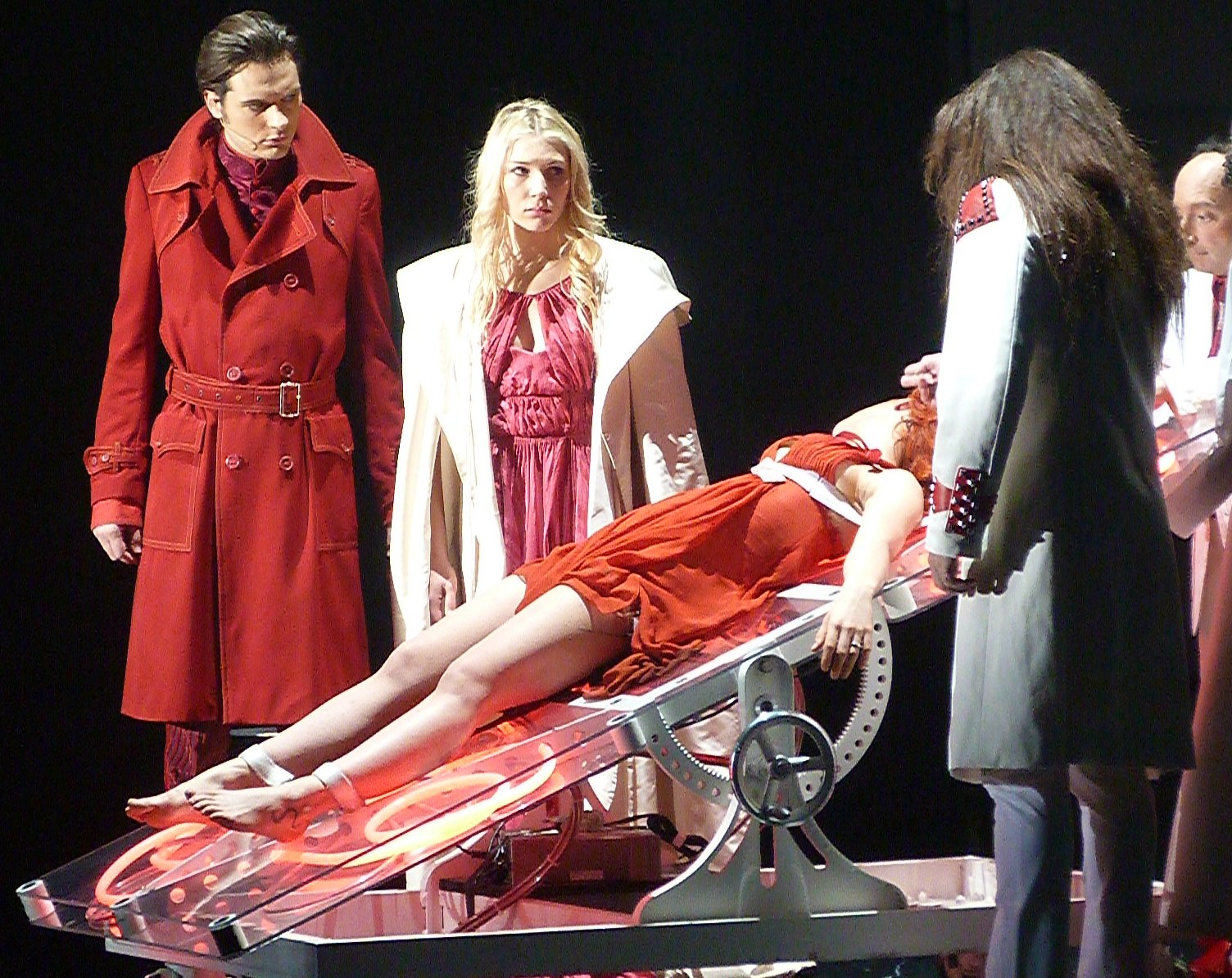
Jonathan Harker (Julien LOko), Mina Murray (Nathalie Fauquette), Van Helsing (Aymeric Ribot) et le Dr Seward (Laurent Levy) veillent Lucie Westenra (Anaïs Delva).

Pendant ce temps, en Transylvanie, Dracula découvre dans les affaires de Jonathan un portrait. Il remarque alors la singulière ressemblance entre Mina et son ancien amour, Elizabeth. Aussitôt, il cherche à conquérir la belle. Mais Mina, elle, ne pense qu’à Jonathan : elle finit par le retrouver, en piteux état mais bel et bien vivant. Le couple rejoint la capitale anglaise.
Toutefois, Dracula n’est jamais très loin : fou de rage, il projette de vampiriser Lucy par vengeance. Contre l’avis de ses trois complices, il met ses plans à exécutions.
Très vite, le Dr Seward voit l'état de sa promise dégénérer et alerte le couple Harker. Le jeune homme, complètement remis, arrive en compagnie de Mina. Les amis de Lucy décident de faire appel au Dr Van Helsing (Aymeric Ribot), réputé pour ses connaissances occultes et sa foi inébranlable. Celui-ci diagnostique aussitôt la morsure d’un vampire et redoute le pire…

### Acte 2
Lucy est enterrée mais les ennuis ne sont pas morts pour autant. Devenue vampire, l’ancienne meilleure amie de Mina sème la terreur. Au moyen du feu, Van Helsing parvient à la détruire. Mina est profondément touchée par la mort de Lucy. Un ange (Florent Torres) choisit ce moment pour apparaître et apaiser ses doutes.

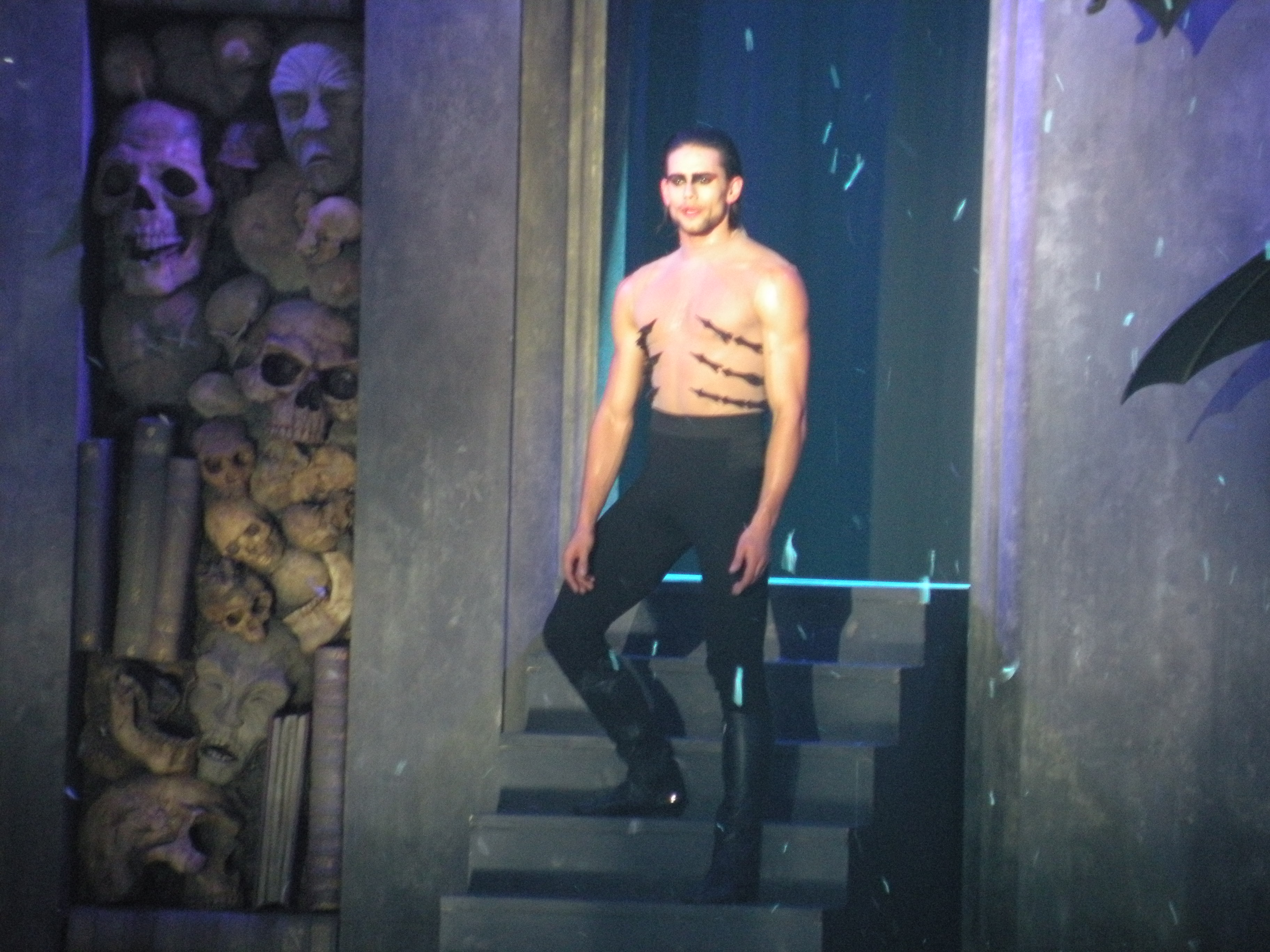
L'apparition de Dracula (Golan Yosef), créature insatiable et romantique.

Pendant ce temps, Dracula sauve un jeune unijambiste, Tom, des griffes d’un loup. Il le transforme, en fait son disciple et le ramène en Transylvanie. Les vampires, en particulier le trio infernal, accueillent le nouveau venu comme il se doit en organisant une fête grandiose.
Mais Dracula n'en a pas fini avec Mina, qu’il aime éperdument. Prêt à tout pour la séduire, il trouve le moyen de se faufiler dans sa chambre et s'infiltre dans ses rêves… Si bien que la jeune femme finit par céder à ses avances. 
Conscients que la situation empire et que Mina est à son tour menacée, le Dr Seward, Van Helsing et Jonathan décident de se rendre en Transylvanie et d’en finir, utilisant le lien qui lie Mina à Dracula pour débusquer ce dernier.
Au château, un Jonathan atterré découvre que les sentiments de Dracula et de Mina sont réciproques. Un ultime coup de théâtre secoue pour la dernière fois les Carpates : Mina achève elle-même son amour d’un pieu dans le cœur, mettant ainsi fin aux souffrances du comte.
Le spectacle s’achève avec le retour de la troupe au complet sur scène, qui malgré la Mort, célèbre la vie avec le titre Nos rêves.
Gregory Deck reprend une dernière fois du service avec, en rappel, Éteins la lumière.

## Production
- Production : Thierry Suc
- Mise en scène et chorégraphie : Kamel Ouali
- Assistante mise en scène : Marjorie Ascione
- Assistants chorégraphie : Patricia Delon, David Drouard
- Chorégraphies aériennes : Florence Delahaye, Gabriel Dehu
- Assistant comédie : Phillippe Lelièvre
- Coach vocal : Nathalie Dupuy
- Créatrice des costumes : Dominique Borg
- Scénographe et créateurs des décors : Bernard Arnould, Elodie Grimal, Antonio Nigro, Sylvestre Guené
- Conception des lumières : Jacques Rouveyrollis
- Conception des projections : Gilles Papain
- Conception sonore : Stéphane Plisson et Alex Maggi
- Création du maquillage : Déborah Moreno et Maite Gutiérrez
- Création des coiffures : Any d'Avray
- Direction musicale : Volodia et Philippe Uminski
- Direction du casting : Bruno Berberes
- Label : Warner Music France
- Compositeurs : Fabien Cahen, Jennifer Ayache, Pierre-Antoine "Nius" Melki, Volodia, Feed, Pascal Trogoff, Busta Funk, Davide Esposito, Patrice Guirao, Benoît Poher, Adrien Gallo, Brice Davoli
- création de la 3D : Philippe Gérard et 3D lized Chef opéraeur Alexandre Hardouin

## Distribution

### Casting principal
- Golan Yosef : Comte Dracula
- Nathalie Fauquette : Mina Murray
- Gregory Deck : Sorci
- Lola Ces : Poison
- Ginie Line : Satine
- Julien LOko : Jonathan Harker
- Anaïs Delva : Lucy Westenra
- Aymeric Ribot : Dr Abraham Van Helsing
- Florent Torres : L'Ange
- Laurent Levy : Dr Seward
- Sébastien Sfedj : danseur, narrateur et rôle du Joker du château[2]

### Doublures
- Sébastien Agius : Sorci et l’Ange (Gregory Deck et Florent Torres)
- Fanny Fourquez : Lucy, Satine et Poison (Anaïs Delva, Ginie Line et Lola Ces)
- Julien Lamassonne : Jonathan et Van Helsing (Julien LOko et Aymeric Ribot)[2]

### Danseurs
- Brahem Aiache
- Salim Bagayoko
- Jonathan Ber
- Hélène Buannic
- Mélodie Cailleret
- Joseph Di Marco
- Aurélie Giboire (également doublure de Nathalie Fauquette – Mina)
- Alias Hilsum
- Louya Kounkou
- Stéphane Lavalle
- Clément Le Disquay
- Estelle Manas Sahoulamide
- Marco Purcaro (également doublure de Golan Yosef – Dracula)
- Abkari Saitouli
- Charlotte Siepiora (également doublure de Nathalie Fauquette – Mina)
- Roman Bonaton (artiste aérien)
- Cécile Magdeleine (artiste aérien)[2]
- Yohann Tete (également doublure de Golan Yosef – Dracula)

### Danseurs A.I.D (artistes en contrat d’apprentissage suivants une formation)
- Melissa Assi
- Emmanuel Auvy
- Elisabeth Duguêret
- Roxane Garrigos
- Yoan Grosjean
- Yann Herve
- Rebecca Journo
- Grégoire Malandin
- Sandra Pericou
- Alicia Rault
- Roman Vikouloff[2]

## Discographie

### Singles
- Novembre 2010 : 1, 2, 3 est le premier single, interprété par Anaïs Delva et écrit et composé par Jennifer Ayache[3].
- Mars 2011 : En Transe...Ylvanie est le second single, interprété par Gregory Deck et écrit par Adrien Gallo.
- Mai 2011 : Encore est le troisième single, interprété par Julien LOko et écrit par Jennifer Ayache et composé par Fabien Cahen.
- Septembre 2011 : L'amour plus fort que la mort est le quatrième single, interprété par Florent Torres.
- Décembre 2011 : Qui peut le juger est le cinquième single, interprété par Ginie Line et composé par Ginie Line et Brice Davoli.

### Albums
- L'album reprenant plusieurs chansons du spectacle est sorti le 18 avril 2011[4].
- L'intégrale du spectacle est sorti le 12 septembre 2011

#### Liste des titres du premier album (sorti le 18 avril 2011)
- Éteins la lumière interprété par Gregory Deck, reprise d'Axel Bauer
- 1, 2, 3 interprété par Anaïs Delva
- Encore interprété par Julien LOko
- Nos rêves interprété par la troupe
- Appelle le docteur interprété par Anaïs Delva et Julien LOko
- Elle est mon âme interprété par Julien LOko
- Dominer le monde interprété par Ginie Line, Gregory Deck & Lola Ces
- L'amour et son contraire interprété par Anaïs Delva
- Le ciel et l'enfer interprété par Lola Ces
- La dernière danse interprété par Julien LOko
- L'amour plus fort que la mort interprété par Florent Torres
- Laissez-vous tenter interprété par Ginie Line
- En transe...ylvanie interprété par Gregory Deck
- Les Forces du mal (titre bonus) interprété par Julien LOko (édition collector)

#### Liste des titres de l'album intégral (sorti le 12 septembre 2011)

##### CD1
- Les Forces du Mal interprété par Julien LOko
- Dominer le monde interprété par Gregory Deck, Ginie Line et Lola Ces
- Elles interprété par Julien LOko
- 1, 2, 3 interprété par Anaïs Delva
- Elle est mon âme interprété par Julien LOko
- Éteins La Lumière (Dracula Mix) interprété par Gregory Deck
- Le Ciel et l'Enfer interprété par Lola Ces
- L'Amour et son contraire interprété par Anaïs Delva
- Immortels interprété par Aymeric Ribot
- Appelle le Docteur interprété par Julien LOko et Anaïs Delva
- Encore interprété par Julien LOko
- Qui peut le juger ? interprété par Ginie Line

##### CD2
- Mauvaise fille de bonne famille interprété par Anaïs Delva
- C'est une injustice interprété par Florent Torres
- En Transe... Ylvanie interprété par Gregory Deck
- Je compte sur mes doigts interprété par Lola Ces
- Dans les yeux interprété par Aymeric Ribot
- Laissez-vous tenter interprété par Ginie Line
- Le Feu Initial interprété par Aymeric Ribot
- L'amour plus fort que la mort interprété par Florent Torres
- Nos rêves interprété par Julien LOko, Aymeric Ribot et la troupe
- La dernière danse interprété par Julien LOko

## Genèse
Le spectacle de Kamel Ouali, inspiré du Dracula de Bram Stoker et de la version cinématographique qu'en a tiré Francis Ford Coppola, donne sa version du plus célèbre vampire. Dans cette comédie musicale, le destin des personnages, tiraillés entre passion et raison, sera définitivement affecté.

## Diffusion
Dracula a été diffusé dans les cinémas CGR du 20 au 22 juillet 2012. La captation est passée à la télévision le 22 juillet 2012 sur NT1.

## Réception critique
Le spectacle a reçu un accueil diversifié de la part des critiques.
Sur music-story.com, la journaliste Paula Haddad souligne la diversité des collaborateurs du spectacle mais regrette « la faiblesse du texte [de L’amour et son contraire], censé guider le récit » et la reprise du texte d’Axel Bauer, Éteins la lumière, dans un « Dracula Mix insupportable ». Toutefois, elle soulève également des titres réussis, comme Encore interprété par Julien LOko, « qui occupe une place vocale majeure », « le lyrique L’amour plus fort que la mort, […] l’énergique Appelle le docteur et le déjanté Dominer le monde, teinté d’électro. » .
Télé-Loisirs évoque « un show familial réussi et très divertissant à la mise en scène très travaillée ».

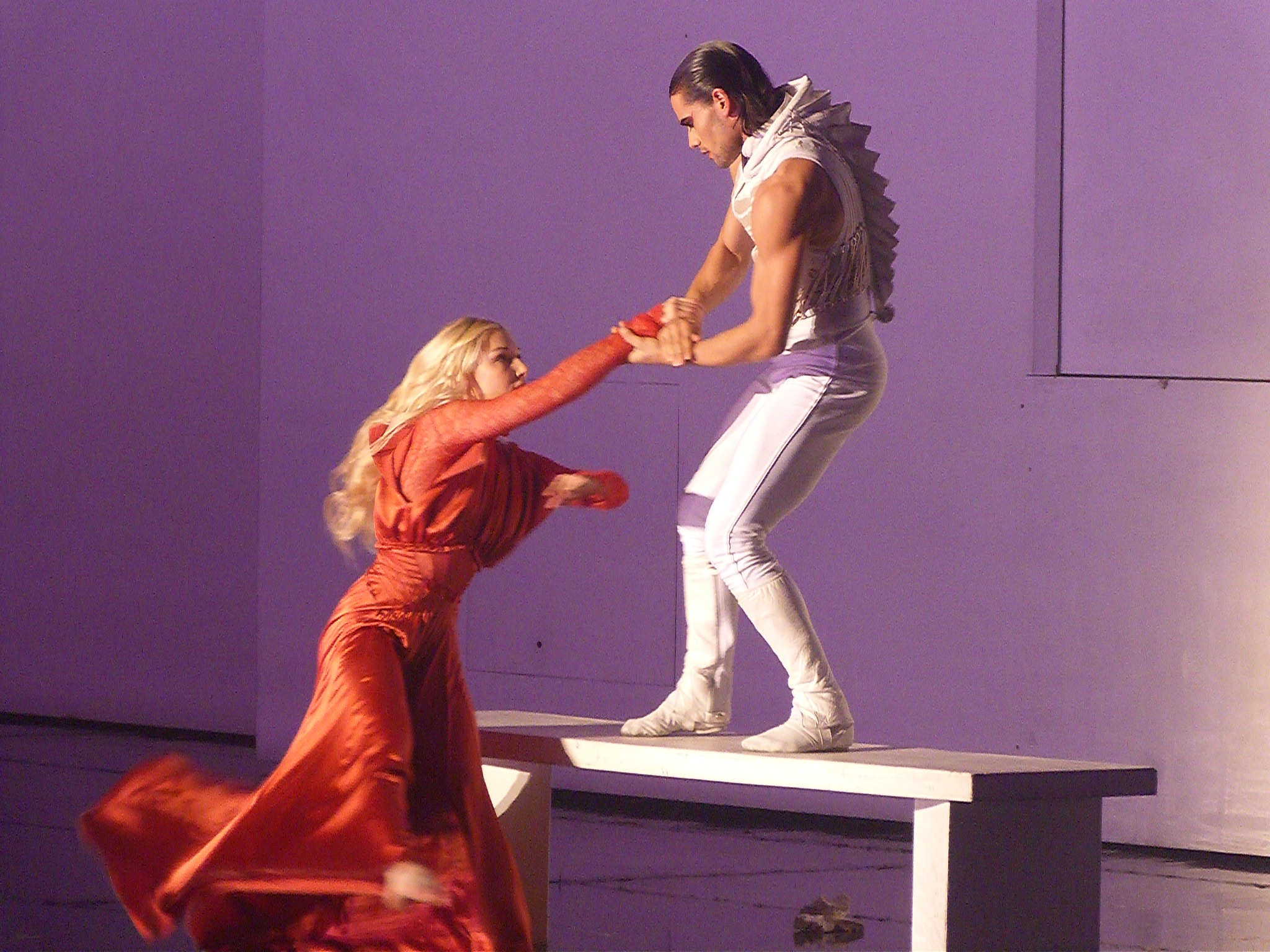
Le couple Mina/Dracula, interprété par Nathalie Fauquette et Golan Yosef, a fait l'unanimité.

La plupart des critiques, comme Le Point ont loué la décision de Kamel Ouali d’avoir fait « le choix pour Dracula de mettre en valeur les chansons, avec un narrateur en appui : le prince des Ténèbres ne chantera pas ni ne parlera, envoûtant seulement ses victimes par son charme et ses danses. » .
Il en va de même pour Regardencoulisse.com, où le journaliste Stéphane Ly-Cuong souligne l’incroyable prestation chorégraphique de Golan Yosef et Natalie Fauqette, tout en regrettant que « leur talent semble se diluer au milieu de cette énorme machine, de ces voix écrasantes et de ce déluge de moyens et d’effectifs ». Toujours sur Regardencoulisse.com, Stéphane Ly-Cuong, en comparant Dracula à ses prédécesseurs, note qu’il « s’inscrit parfaitement dans le moule sans particulièrement créer de surprises, seule l’esthétique change : un univers érotico-gothique […]. On a l’alternance habituelle de ballades et de morceaux dansants ». Ly-Cuong souligne également des « chorégraphies dynamiques très joliment mises en lumières par Jacques Rouveyrollis » mais, hélas, « pas d’amélioration du côté dramaturgique ». Sous un angle plus technologique, « quelques projections savamment utilisées » et le film en 3D de six minutes environ – un ballet Dracula-Mina – semblent séduire .
Jonathan Hamard, sur chartsinfrance.net, juge l’album du spectacle « plutôt décevant » : il « ne reflète pas le talent des auteurs-compositeurs et des interprètes ayant pris part à cette aventure » et « manque cruellement de tubes, un agent pourtant essentiel pour la réussite d'un projet de cette ampleur ». S'il insiste sur l’interprétation de Julien LOko, Hamard affirme que « Dominer le monde et Laissez-vous tenter sont le comble du kitsch, et certainement pas dans le meilleur sens du terme » .
Sur musicalavenue, Pierre Stril affirme que ce Dracula façon Ouali « malgré ses lacunes, témoigne d’une volonté assumée de présenter du spectaculaire au public hexagonal » et que sa BO est « un savant patchwork de variété aux accents pop-rock édulcorés ». Si, globalement, l'esthétique visuelle de l’œuvre est réussie, le côté fouillis, l’absence d’orchestre et les « inspirations qui relèvent plus du plagiat que du simple clin d’œil hommage », posent problème. Stril souligne le manque de talent théâtral des interprètes, tout en reconnaissant le jeu d’acteur de Lola Ces et Gregory Deck, beaucoup plus convaincants. À son sens, niveau interprétation vocale, « Julien LOko, Ginie Line ou Florent Torres sont en tête », le Docteur Van Helsing/Aymeric Ribot « reste trop faible » .
Julien Baldacchino (Radio France) cite le spectacle dans son article Comment rater sa comédie musicale en quatre leçons : « Dans Dracula, Kamel Ouali pris le parti de donner une place très large à la danse… aux dépens de tout le reste. Des chansons faibles (avec même une réutilisation de Éteins la lumière d’Axel Bauer), un personnage principal, Dracula donc, muet, et un trop-plein d’effets spéciaux (un passage à voir avec lunettes 3D notamment) ont fait de ce spectacle colossal un échec commercial cuisant ».

## Récompense
- Globes de Cristal 2012 : meilleure comédie musicale